# الفيلق الجورجي (1941-45)
الفيلق الجورجي ((بالألمانية: Georgische Legion)‏ (بالجورجية: ქართული ლეგიონი) ، kartuli legioni) كان تشكيلًا عسكريًا لألمانيا النازية خلال الحرب العالمية الثانية، ويتألف من الجورجيين. تم تشكيلها من قبل المهاجرين الجورجيين وأسرى الحرب، وكان هدفها المعلن هو استعادة جورجيا لاستقلالها عن الاتحاد السوفيتي في نهاية المطاف تحت عقيدة الحزب النازي وإشرافه. خضعت بعض مكونات الفيلق الجورجي لسيطرة فافن إس إس.
بالمقارنة مع الجنسيات السوفيتية الأخرى، تلقى الجورجيون في البداية معاملة تفضيلية إلى حد ما من الألمان. ويعزى ذلك جزئيًا إلى تصنيف الجورجيين على أنهم آريون، وكذلك لأن العديد من العلماء الجورجيين، مثل ألكساندر نيكورادي ومايكل أتشميلي، كانوا مستشارين لقادة النازيين مثل ألفريد روزنبرغ.
بيد أن التصور النازي للجورجيين بدأ يتغير إلى الأسوأ في ضوء سلسلة من الانشقاقات وجنون العظمة المتنامي لدى أدولف هتلر. كان هتلر لا يثق في الجورجيين لأن «الجورجيين ليسوا شعبًا تركيًا، بل قبيلة قوقازية نموذجية، ربما حتى مع وجود بعض دم الشمال في نفوسهم. . . الوحيدون الذين أعتبرهم موثوق بهم هم المسلمون النقيون، وهو ما يعني الأمم التركية الحقيقية.»  كما توقع هتلر أن أصل جوزيف ستالين العرقي الجورجي، وكذلك حقيقة أن الجمهورية الجورجية السوفيتية الاشتراكية التي كانت مستقلة ذاتيا، ستجعل الجورجيين في نهاية المطاف أقرب إلى الاتحاد السوفياتي من ألمانيا.
في مواجهة خيار مستحيل بين هتلر ونظام ستالين، عانى أعضاء الفيلق الجورجي في كثير من الأحيان من مصائر مأساوية. والجدير بالذكر، أثناء الانتفاضة الجورجية في تيكسل، قتل المئات من الجورجيين على يد النازيين. وأولئك الذين نجوا كانوا، بناءً على أوامر موسكو، قد أُعيدوا قسراً إلى الاتحاد السوفيتي، لينتهي بهم المطاف في غولاغ ستالين.

## التاريخ
خلال الحرب العالمية الثانية، تشكل الفيلق الجورجيي في الفيرماخت من المهاجرين الذين يعيشون في أوروبا الغربية بعد عام 1921 حين الغزو السوفياتي لجورجيا، جنبا إلى جنب مع أسرى الحرب السوفيات من أصل جورجي الذين اختاروا الكفاح من أجل ألمانيا بدلا من الخضوع في كثير من الأحيان في ظروف المعيشة السيئة في مخيمات أسرى الحرب.

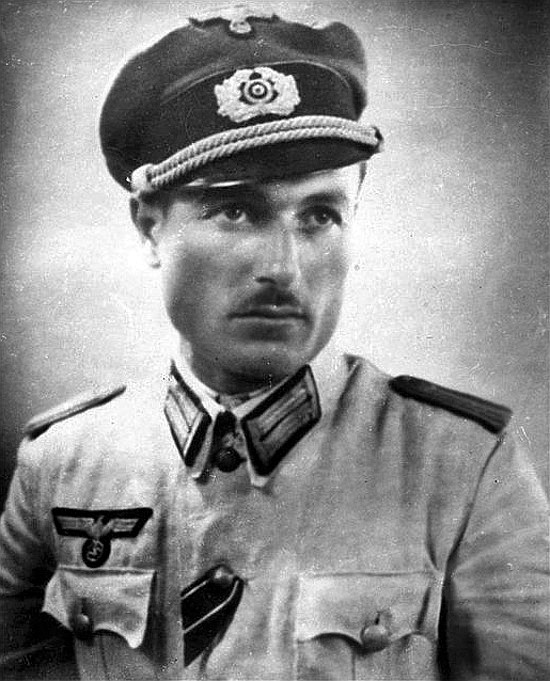
شالفا لولادزي، زعيم انتفاضة تيكسل

غزت ألمانيا النازية الاتحاد السوفيتي في يونيو 1941، على الرغم من أنها لم تصل إلى جورجيا السوفيتية. تم تشكيل الفيلق الجورجي الرئيسي في ديسمبر 1941. تم تدريب الجورجيين في غرب أوكرانيا وبدأوا العمل في خريف عام 1942. خدم ما لا يقل عن 30,000 جورجي في القوات المسلحة الألمانية خلال الحرب العالمية الثانية. خدم الجورجيون في ثلاثة عشر كتيبة ميدانية تضم ما يصل إلى 800 رجل، كل منهم يتكون من خمس سريات. تم العثور على الجورجيين أيضًا في فيلق شمال القوقاز في الفيرماخت وفي جحافل عرقية قوقازية أخرى. تولى قيادة التشكيلات العسكرية الجورجية شالفا ماغلاكيليدزه وميشيل فريدون زولوكيدزي. سليمان نيكولاس زالداستاني وضباط آخرون سابقًيين من جمهورية جورجيا الديمقراطية (1918–1921).